# 網切

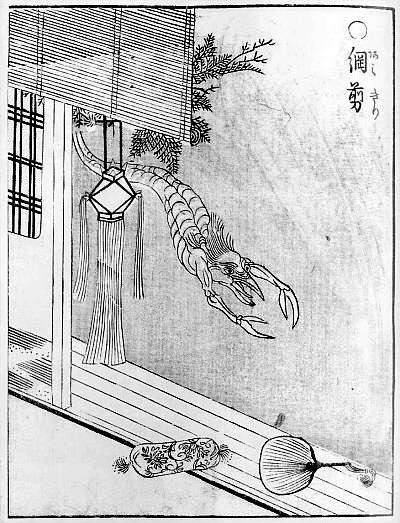
鳥山石燕『画図百鬼夜行』より「網剪」（網切）

水木しげるロードに設置されている「網切り」のブロンズ像。

網切、網剪（あみきり）は、鳥山石燕の妖怪画集『画図百鬼夜行』にある日本の妖怪。

## 概要
カニまたはサソリのようなはさみを持つ姿で描かれているが、同書内で解説文などは一切添えられていないため、石燕がどのような妖怪を意図して描いたのかは明確ではない。石燕は『画図百鬼夜行』において、『百怪図巻』など先行する妖怪絵巻の妖怪画を参考にしたものを多く描いており、この「網切」はそのような妖怪絵巻の、人間の髪を切る妖怪「髪切り」を参考にしたのではないかとも見られている。
妖怪研究家・多田克己のは、網（あみ）と小型甲殻類のアミとの連想による言葉遊びで石燕が創作したのではないか、と解釈している。

## 昭和・平成以降
昭和・平成以降の妖怪関連の書籍では、網切は蚊帳、干してある網を切り裂く妖怪であると解説されている。
また、作家・山田野理夫の著書『東北怪談の旅』には山形県庄内地方での話であるとして、網切が漁村の魚網をズタズタに切り裂いてしまうことが続いたので、ある者が網をすばやく家に隠して害を防いだところ、夜に虫除けのために部屋に吊っておいた蚊帳を網切に切り裂かれ、全身を蚊に刺されてしまったという話がある。妖怪研究家・村上健司は山形県内で「網切」という妖怪の伝承は他の資料で確認することが出来ず、「網切の伝承」であるという点は山田による創作ではないかと指摘している。